# Sky's the Limit (Ola Svensson)
Sky's the Limit è una canzone di Ola Svensson scritta da J-Son, Hamed Pirouzpanah e Ola Svensson.

Il 5 settembre 2009, Ola ha partecipato al Sommarkrysset presso il Gröna Lund di Stoccolma con Sky's The Limit.

Questa canzone ha raggiunto la posizione numero 1 nella classifica dei singoli svedesi e ha vinto il disco  d'oro in Svezia.

## Tracce
1. Sky's The Limit – 3:24

## Posizione in classifica
| Classifica (2009)              | Posizione in classifica | Settimane TOT | Certificazioni |
| Classifica (2009)              | Posizione in classifica | Settimane TOT | Svezia         |
| ------------------------------ | ----------------------- | ------------- | -------------- |
| Classifica dei singoli svedesi | numero 1 (1 settimana)  | 8             | Oro            |